# Толчиф, Марджори
Марджори Толчиф (19 октября 1926 года — 30 ноября 2021) — американская балерина осейджского происхождения. Она младшая сестра покойной примы-балерины Марии Толчиф. Марджори была первой коренной американкой, которую назвали «première danseuse étoile» в балете Парижской оперы.

## Ранние годы
Марджори Луиза Толчиф родилась 19 октября 1926 года в Денвере, штат Колорадо, где её родители, отец Александр Толчиф и мать Рут (в девичестве — Портер) проводили отпуск со своими старшими детьми Джеральдом и Марией. До 1933 года Марджори росла в Фэрфаксе, штат Оклахома. Затем её семья переехала в Лос-Анджелес, где она и её сестра смогли обучаться обучаться балетным танцам. Она тренировалась с Брониславой Нижинской и Давидом Лишиным.

## Карьера
После окончания обучения в Лос-Анджелесе Марджори начала выступать сразу в нескольких танцевальных труппах. В книге «американские индейские балерины» Лили Кокерилл Ливингстон писала, что Марджори Толлчиф дебютировала на профессиональном поприще с Лючией Чейз и балетным театром Ричарда Плезанта в качестве солистки в 1944 году. Согласно данным энциклопедии истории и культуры Оклахомы, Марджори танцевала «Американский балет Русе де Монте-Карло (1946-47), Большой балет маркиза Куэвского (1948-55), Чикагский оперный балет Рут Пейдж (в качестве приглашенной артистки, 1958 — 1962) и балет Харкнесса (в качестве примы-балерины, 1964-66). Свои наиболее известные роли Марджори исполнила в „Ночной тени“ (1950), Аннабель Ли (1951), „Идилль“ (1954), „Ромео и Джульетта“ (1955) и „Жизель“ (1957)».
Она стала первой коренной американкой, которая стала «première danseuse étoile» в балете Парижской оперы и выступила в Большом балете маркиза Куэвского. Во время своей карьеры балерины она также выступала перед высокопоставленными лицами: президентами США Джоном Ф. Кеннеди и Линдоном Б. Джонсон, а также президентом Франции Шарлем де Голлем. Марджори преподавала в Далласской гражданской балетной академии, известной как Далласский балет. После ухода со сцены она работала танцевальным директором Далласского балета, Чикагской балетной школы и Консерватории Харида вплоть до 1993 года.

## Награды
В 1991 году её имя было внесено в зал славы Оклахомы. В октябре 1997 Марджори и её старшая сестра Мария, наряду с Мосселин Ларкин, Розеллой Хайтауэр и Ивонн Шуто, получили губернаторскую премию в области искусства в номинации «сокровищами Оклахомы».

## Личная жизнь
У Марджори было двое детей, рождённых в браке с режиссёром и хореографом Жоржем Скибиным. В последние годы жила в Бока-Ратон, штат Флорида.

## Примечание
1. ↑  Marjorie Tallchief // FemBio-Datenbank (нем.)
2. ↑  https://scherzo.es/muere-marjorie-tallchief-primera-bailarina-estadounidense-nombrada-etoile-de-la-opera-de-paris/
3. 1 2  Short, Candy Franklin. TALLCHIEF, MARJORIE LOUISE (1926– ). Encyclopedia of Oklahoma History and Culture. (9 декабря 2012). Дата обращения: 1 июня 2020. Архивировано 29 апреля 2020 года.
4. 1 2 3 4  Profile of Marjorie Tallchief. Oklahoma State University library archives (29 августа 2008). Дата обращения: 1 июня 2020. Архивировано 29 августа 2008 года.
5. 1 2  "The first step 32 students start dance training at Harid Conservatory...". Boca Raton News. (13 сентября 1988). Дата обращения: 1 июня 2020. Архивировано 31 октября 2021 года.
6. ↑  Livingston, Lili Cockerille. American Indian ballerinas. Norman, Okla. — Norman, Okla. — University of Oklahoma Press, 1945. — ISBN ISBN 0806128968.
7. ↑  "Breathing life through dance". Tulsa World. (15 июля 2007).
8. ↑  "Oklahoma's Indian Ballerinas To Be Honored as Treasures". Tulsa World (8 октября 1997). Дата обращения: 2 июня 2020. Архивировано 8 октября 2012 года.